# Шляпи (Вілейський район)
Шляпи (біл. вёска Шляпы) — село в складі Вілейського району Мінської області, Білорусь. Село підпорядковане Іжовській сільській раді, розташоване в північній частині області.